# Burgstall Schlossberg (Schönstein)
Der Burgstall Schlossberg bezeichnet eine abgegangene Höhenburg 100 m südöstlich der Filialkirche St. Antonius von Padua von Schönstein, einem Gemeindeteil der niederbayerischen Gemeinde Stallwang im Landkreis Straubing-Bogen. Die Anlage wird als Bodendenkmal unter der Aktennummer D-2-6941-0001 als „hoch- und spätmittelalterlicher Burgstall ‚Schloßberg‘“ geführt.

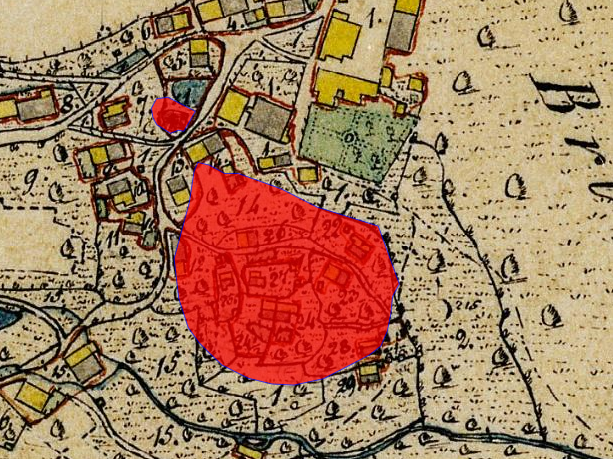
Lageplan des Burgstalls Schlossberg (Schönstein) auf dem Urkataster von Bayern

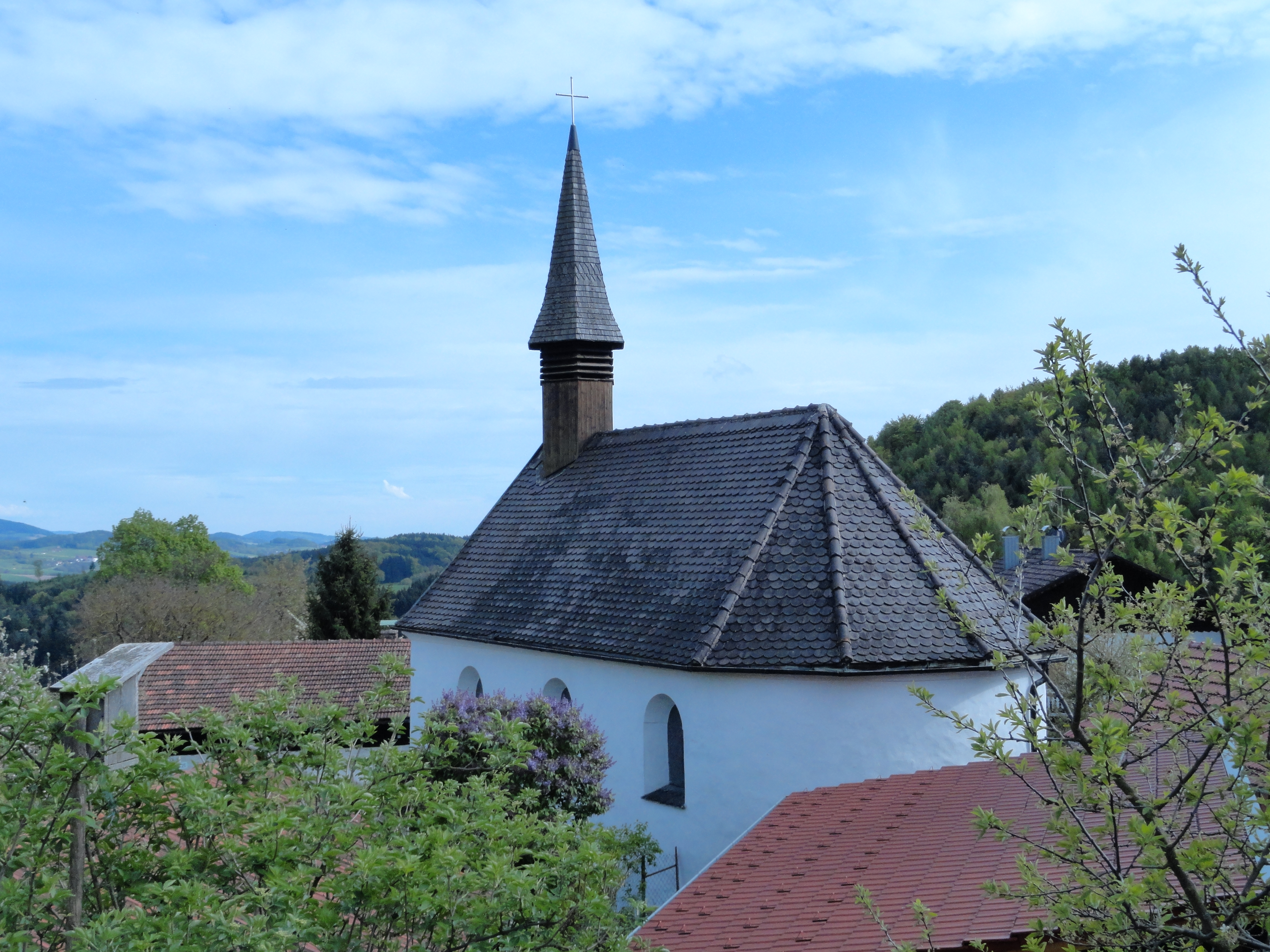
Filialkirche Heiliger Antonius von Padua in Schönstein

## Beschreibung
Der Burgstall Schlossberg liegt auf einem nach Süden und Osten etwa 40 m abfallenden Bergvorsprung, nach Osten und Süden ist er durch einen tiefen Abschnittsgraben abgetrennt. Der dadurch entstandene Burgplatz hat die Ausmaße von 70 bis 80 m im Durchmesser. In seinem östlichen Teil ist er durch eine Terrassenstufe untergliedert. Die Burg soll bereits 850 bzw. 968 bestanden haben; die Burgreste wurden in neuerer Zeit abgetragen und das Areal ist durch mehrere Häuser überbaut.